# Dolní Počernice (zámek)
Zámek Dolní Počernice je architektonická památka nacházející se ve stejnojmenné městské části Prahy, u hráze Počernického rybníka a místního anglického parku. Je chráněn jako kulturní památka. V současné době je zde umístěn dětský domov. Vedle zámku stojí původně románský kostel Nanebevzetí Panny Marie z 12. století.

## Historie

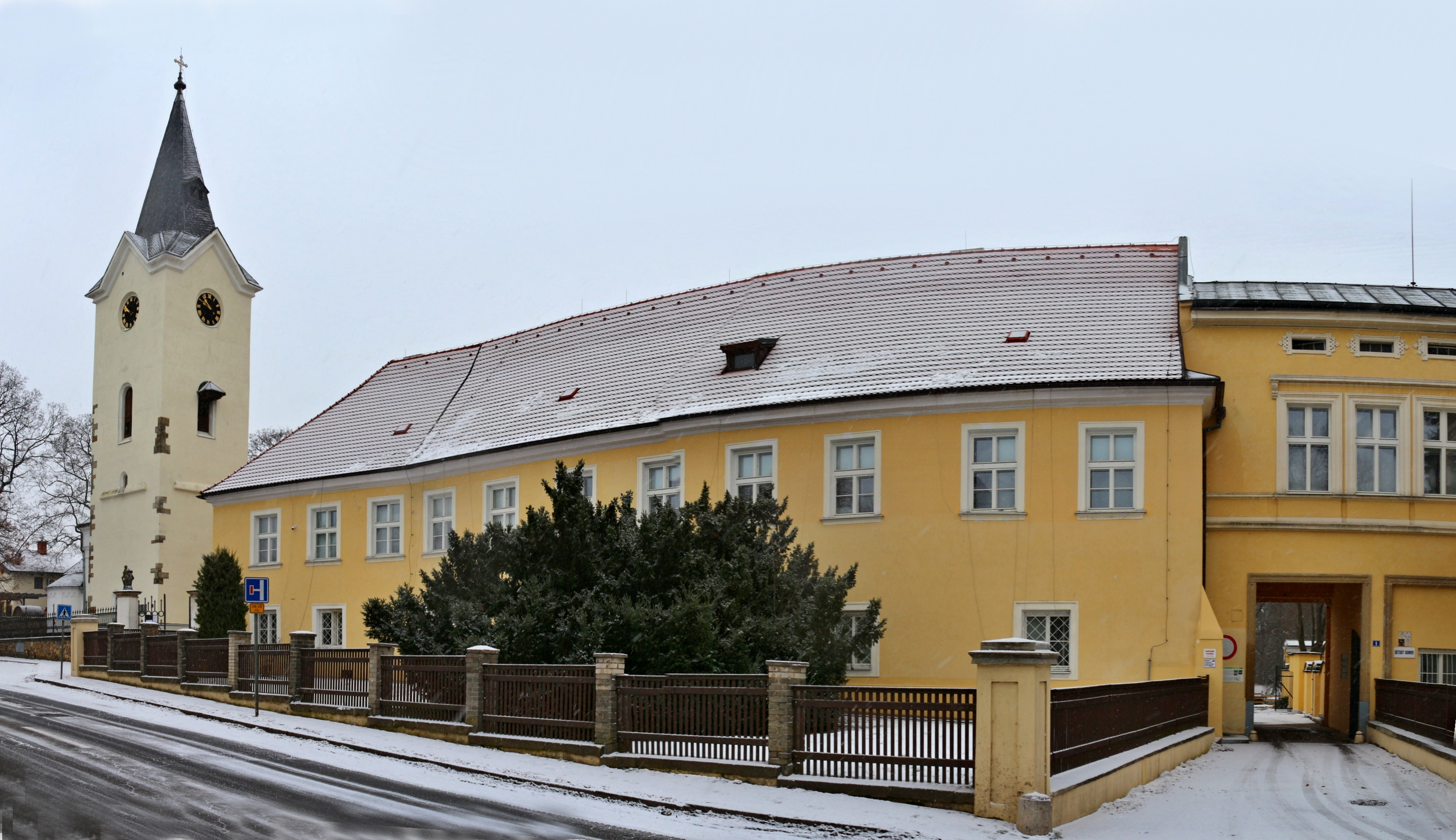
Počernický zámek a přilehlý kostel Nanebevzetí Panny Marie

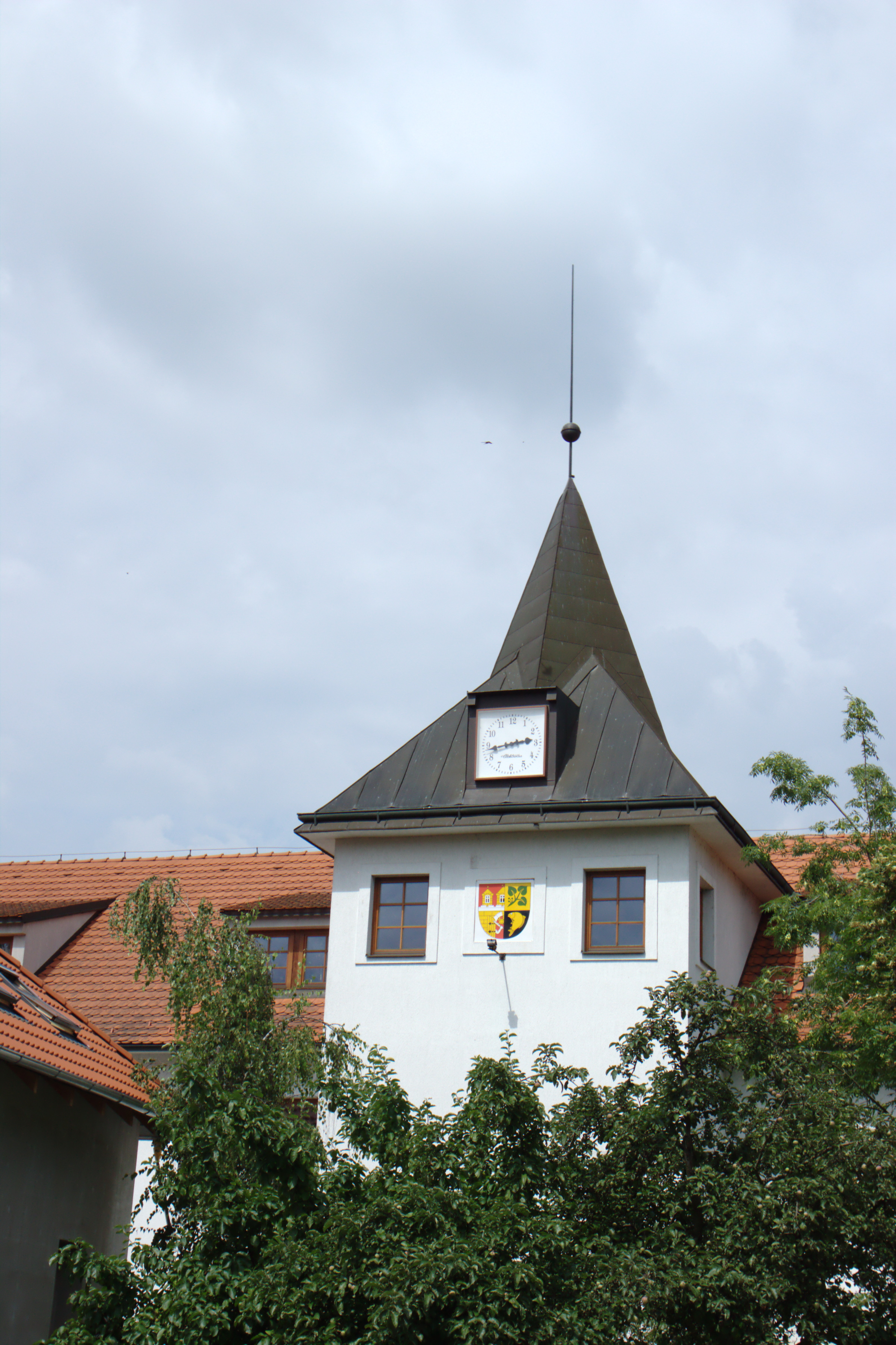
Úřad městské části Praha - Dolní Počernice

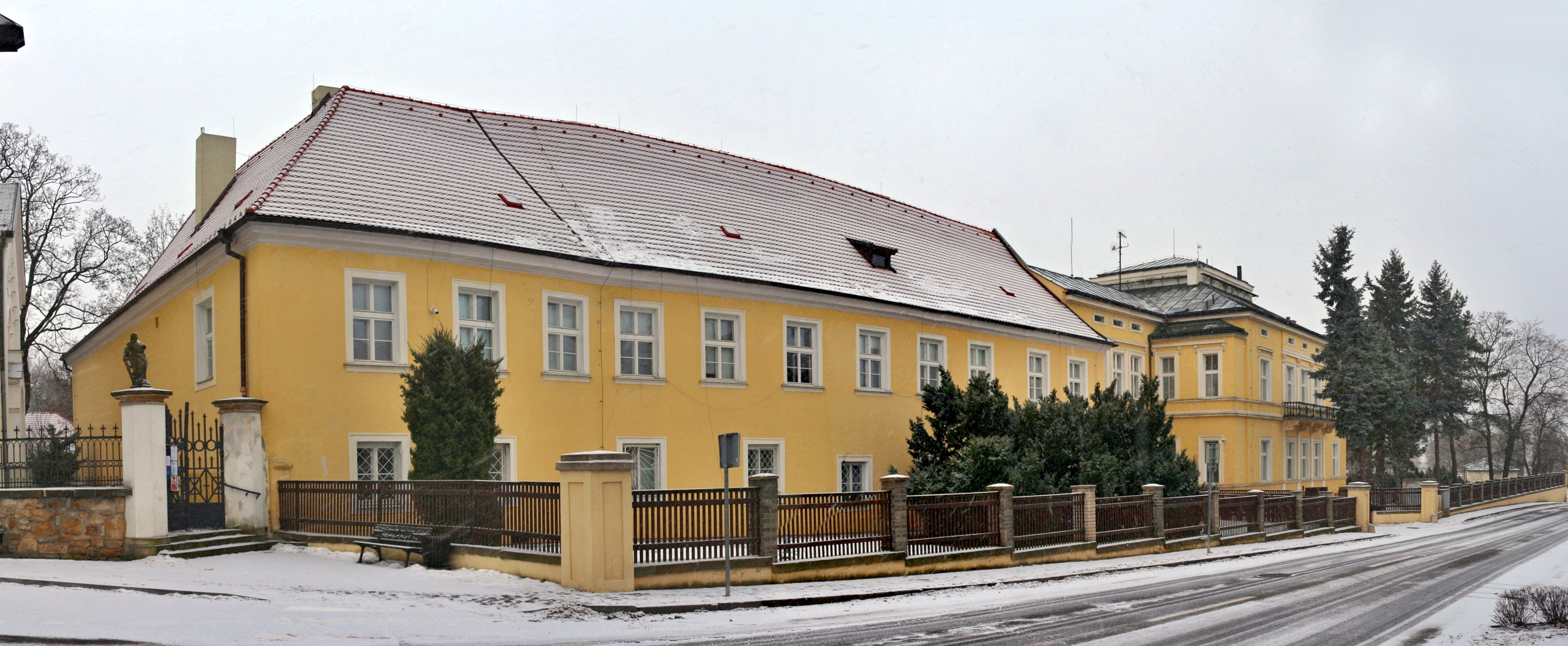
Počernický zámek

Zámek vznikl přestavbou středověké tvrze, o které je první zmínka z roku 1401. Z toho roku pochází deskový zápis o projednávání dědictví po Janovi z Cách, vlastníkovi blízkých Čelákovic. V tomto zápisu je i první zmínka o tvrzi, okolnosti jejího vzniku však nejsou zcela jasné. Až do sedmdesátých let 20. století se mělo za to, že se pozůstatky tvrze nedochovaly, ale později byly objeveny nálezy odpovídají typu gotické věžové tvrze. Na nich je vybudována jižní část východního křídla zámku. Možnosti dalšího výzkumu jsou tak velmi omezené.
Do roku 1527 tvrz vystřídala několik majitelů a prošla podstatnou změnou. Dosavadní budova byla rozšířena pozdně gotickou přístavbou na sever. Zdůraznil se tak rezidenční ráz stavby. Obrannou funkci zřejmě v té době převzala nově postavená masivní kostelní věž. Později tvrz prošla ještě renesanční přestavbou. V roce 1562 celý majetek připadl jako odúmrť panovníkovi. Královská komora zboží obratem prodala novoměstskému měšťanu Matěji Hůlkovi, povýšenému Ferdinandem I. do šlechtického stavu s přídomkem z Počernic. Nový majitel dal postavit západní křídlo. Z této doby pocházejí hřebínkové klenby v přízemí a dodnes místy patrná psaníčková sgrafita na fasádě.
V pobělohorské době byl zámek zkonfiskován a prodán za hluboce sníženou cenu Janu Kaprovi z Kaprštejna. Od roku 1664 do roku 1769 držela Dolní Počernice hrabata z Colloredo-Wallsee. Ti také zámku dali dnešní podobu. V roce 1856 se tu usadil uherský šlechtický rod Dercsenyiů, jemuž Počernice patřily až do roku 1923, kdy baron Vojtěch Dercsenyi věnoval zámek za symbolickou korunu pražské obci.

## Zámecký park
K zámku přiléhá rozlehlý zámecký park s Počernickým rybníkem.

## Současnost
Převládající barokní ráz již nebyl setřen. Podstatněji se změnila pouze zahrada, proměněná ve volně přístupný anglický park. Zámek dnes zahrnuje jednak takzvaný starý zámek, který vznikl kolem roku 1780 (dvoukřídlá jednopatrová stavba situovaná blíže ke kostelu), a nový zámek, postavený včetně spojovacího krčku v 19. století. V zahradě se dochovaly zbytky původní barokní architektury: altán, vázy na soklech, schodiště s terasou.